# Lokomotiv Charkov
Lokomotiv Charkov (Russisch: Локомотив Харьков) was een Sovjet voetbalclub uit Charkov in de Oekraïense SSR.

## Geschiedenis
De club werd opgericht in 1936 en was de opvolger van spoorwegclub Krasny Zjeleznodorozjnik dat in 1923 opgericht werd. In 1945 speelde de club voor het eerst in de tweede klasse en eindigde achtste. De volgende jaren ging het steeds beter en in 1948 werd de club kampioen. In het eerste seizoen bij de elite eindigde Lokomotiv twaalfde op achttien clubs. Het volgende seizoen werden ze zestiende op negentien clubs, maar omdat het aantal clubs teruggeschroefd werd degradeerden er zes clubs dat jaar. 
Het volgende seizoen werden ze meteen weer kampioen, waardoor de afwezigheid in de hoogste klasse tot één seizoen beperkt bleef. In het eerste seizoen eindigden ze net boven de degradatiezone en in 1954 degradeerde de club opnieuw. In 1955 eindigde de club negende in de tweede klasse en na dit seizoen werd de club ontbonden en werd de plaats in de tweede klasse ingenomen door Avangard Charkov. 

## Bekende ex-spelers
- Vladimir Iljin